# Consejería de Agricultura, Ganadería y Pesca
La Consejería de Agricultura, Ganadería y Pesca (oficialmente, en valenciano, Conselleria d’Agricultura, Ramaderia i Pesca) es una consejería o departamento del Consejo de la Generalidad Valenciana con las competencias en materia de agricultura, medio ambiente, paisaje y cambio climático.
Desde el 12 de julio de 2024, el Consejero de Agricultura, Ganadería y Pesca es Miguel Barrachina.

## Estructura
La Consejería de Agricultura, Desarrollo Rural, Emergencia Climática y Transición Ecológica de la Generalidad Valenciana se estructura en los siguientes órganos:
- La Subsecretaría
- La Secretaría Autonómica de Agricultura y Desarrollo Rural
  - La Dirección General de Agricultura, Ganadería y Pesca
  - La Dirección General de Desarrollo Rural
  - La Dirección General de Política Agraria Común (PAC)
  - La Dirección de la Agencia Valenciana de Fomento y Garantía Agraria
- La Secretaría Autonómica de Emergencia Climática y Transición Ecológica
  - La Dirección General de Medio Natural y de Evaluación Ambiental
  - La Dirección General de Calidad y Educación Ambiental
  - La Dirección General del Agua
  - La Dirección General de Prevención de Incendios Forestales
  - La Dirección General del Cambio Climático
  - La Dirección General de Transición Ecológica
    - La Oficina de Transición Energética y Acompañamiento (OTEAcv)

## Organismos adscritos
Diferentes organismos públicos situados dentro del territorio valenciano se encuentran adscritos a la Consejería de Agricultura, Desarrollo Rural, Emergencia Climática y Transición Ecológica de la Generalidad Valenciana:
- Agencia Valenciana de Fomento y Garantía Agraria (AVfga)
- Instituto Valenciano de Investigaciones Agrarias (IVIA)
- Fundación centro de estudios ambientales del mediterráneo (CEAM)
- Valenciana de aprovechamiento energético de residuos S.A. (VAERSA)

## Consejeros

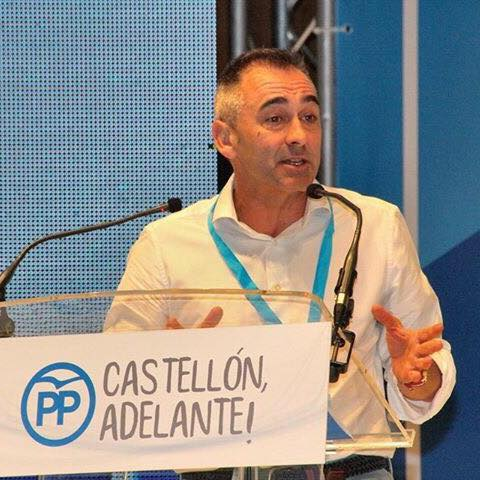
Miguel Barrachina, actual Consejero de Agricultura, Ganadería y Pesca.

| Legislatura | Inicio                                                                         | Fin                                                                            | Titular                                                                        | Partido                                                                        |
| --- | ------------------------------------------------------------------------------ | ------------------------------------------------------------------------------ | ------------------------------------------------------------------------------ | ------------------------------------------------------------------------------ |
| Preautonómica (1978-1982)                                                                                        |                                                                                |                                                                                |                                                                                |                                                                                |
| Consejería de Agricultura                                                                                        |                                                                                |                                                                                |                                                                                |                                                                                |
| 10 de abril de 1978                                                                                              | 30 de junio de 1979                                                            | Enrique Monsonís Domingo                                                       | UCD                                                                            |                                                                                |
| Consejería de Industria y Comercio y Agricultura                                                                 |                                                                                |                                                                                |                                                                                |                                                                                |
| 30 de junio de 1979                                                                                              | 15 de septiembre de 1981                                                       | Leonardo Ramón Sales                                                           | UCD                                                                            |                                                                                |
| Consejería de Agricultura y Pesca                                                                                |                                                                                |                                                                                |                                                                                |                                                                                |
| 15 de septiembre de 1981                                                                                         | 15 de julio de 1982                                                            | José Antonio Bordils Ferrer                                                    | UCD                                                                            |                                                                                |
| Transición (1982-1983)                                                                                           |                                                                                |                                                                                |                                                                                |                                                                                |
| Consejería de Agricultura, Pesca y Alimentación                                                                  |                                                                                |                                                                                |                                                                                |                                                                                |
| 1 de diciembre de 1982                                                                                           | 28 de junio de 1983                                                            | Manuel Tarancón Fandos                                                         | UCD                                                                            |                                                                                |
| I (1983-1987) | 28 de junio de 1983                                                            | 23 de julio de 1985                                                            | Lluís Font de Mora Montesinos                                                  | PSPV-PSOE                                                                      |
| I (1983-1987) | Consejería de Agricultura y Pesca                                              |                                                                                |                                                                                |                                                                                |
| I (1983-1987) | 24 de julio de 1985                                                            | 27 de julio de 1987                                                            | Lluís Font de Mora Montesinos                                                  | PSPV-PSOE                                                                      |
| II (1987-1991)                                                                                                   | 27 de julio de 1987                                                            | 16 de julio de 1991                                                            | Lluís Font de Mora Montesinos                                                  | PSPV-PSOE                                                                      |
| III (1991-1995)                                                                                                  | 16 de julio de 1991                                                            | 11 de julio de 1993                                                            | Lluís Font de Mora Montesinos                                                  | PSPV-PSOE                                                                      |
| III (1991-1995)                                                                                                  | 12 de julio de 1993                                                            | 6 de julio de 1995                                                             | Josep Maria Coll Comín                                                         | PSPV-PSOE                                                                      |
| IV (1995-1999)                                                                                                   |                                                                                |                                                                                |                                                                                |                                                                                |
| Consejería de Agricultura y Medio Ambiente                                                                       |                                                                                |                                                                                |                                                                                |                                                                                |
| 6 de julio de 1995                                                                                               | 24 de febrero de 1997                                                          | Maria Àngels Ramón-Llin Martínez                                               | UV                                                                             |                                                                                |
| Consejería de Agricultura, Pesca y Alimentación / Consejería de Medio Ambiente                                   |                                                                                |                                                                                |                                                                                |                                                                                |
| 24 de febrero de 1997                                                                                            | 14 de enero de 1999                                                            |                                                                                |                                                                                |                                                                                |
| 24 de febrero de 1997                                                                                            | 14 de enero de 1999                                                            | Mª Àngels Ramón-Llin Martínez (Agricultura, Pesca y Alimentación)              | UV                                                                             |                                                                                |
| 24 de febrero de 1997                                                                                            | 14 de enero de 1999                                                            | José Manuel Castellá Almiñana (Medio Ambiente)                                 | UV                                                                             |                                                                                |
| 15 de enero de 1999                                                                                              | 23 de julio de 1999                                                            |                                                                                |                                                                                |                                                                                |
| 15 de enero de 1999                                                                                              | 23 de julio de 1999                                                            | Salvador Manuel Ortells Rosell (Agricultura, Pesca y Alimentación)             | UV                                                                             |                                                                                |
| 15 de enero de 1999                                                                                              | 23 de julio de 1999                                                            | José Manuel Castellá Almiñana (Medio Ambiente)                                 | UV                                                                             |                                                                                |
| V (1999-2003) |                                                                                |                                                                                |                                                                                |                                                                                |
| 23 de julio de 1999                                                                                              | 21 de junio de 2003                                                            |                                                                                |                                                                                |                                                                                |
| 23 de julio de 1999                                                                                              | 21 de junio de 2003                                                            | Maria Àngels Ramón-Llin Martínez (Agricultura, Pesca y Alimentación)           | PPCV                                                                           |                                                                                |
| 23 de julio de 1999                                                                                              | 21 de junio de 2003                                                            | Fernando Modrego Caballero (Medio Ambiente)                                    | PPCV                                                                           |                                                                                |
| VI (2003-2007)                                                                                                   |                                                                                |                                                                                |                                                                                |                                                                                |
| Consejería de Agricultura, Pesca y Alimentación                                                                  |                                                                                |                                                                                |                                                                                |                                                                                |
| 21 de junio de 2003                                                                                              | 27 de agosto de 2004                                                           | Gema Amor Pérez                                                                | PPCV                                                                           |                                                                                |
| 27 de agosto de 2004                                                                                             | 29 de junio de 2007                                                            | Juan Gabriel Cotino Ferrer                                                     | PPCV                                                                           |                                                                                |
| VII (2007-2011)                                                                                                  |                                                                                |                                                                                |                                                                                |                                                                                |
| Consejería de Agricultura, Pesca y Alimentación / Consejería de Medio Ambiente, Agua, Urbanismo y Vivienda       |                                                                                |                                                                                |                                                                                |                                                                                |
| 29 de junio de 2007                                                                                              | 31 de agosto de 2009                                                           |                                                                                |                                                                                |                                                                                |
| 29 de junio de 2007                                                                                              | 31 de agosto de 2009                                                           | Fca. Mercedes Hernández Miñana (Agricultura, Pesca y Alimentación)             | PPCV                                                                           |                                                                                |
| 29 de junio de 2007                                                                                              | 31 de agosto de 2009                                                           | J. Ramón García Antón (Medio Ambiente, Agua, Urbanismo y Vivienda)             | PPCV                                                                           |                                                                                |
| 31 de agosto de 2009                                                                                             | 22 de junio de 2011                                                            |                                                                                |                                                                                |                                                                                |
| 31 de agosto de 2009                                                                                             | 22 de junio de 2011                                                            | Fca. Mercedes Hernández Miñana (Agricultura, Pesca y Alimentación)             | PPCV                                                                           |                                                                                |
| 31 de agosto de 2009                                                                                             | 22 de junio de 2011                                                            | Juan G. Cotino Ferrer (Medio Ambiente, Agua, Urbanismo y Vivienda)             | PPCV                                                                           |                                                                                |
| VIII (2011-2015)                                                                                                 |                                                                                |                                                                                |                                                                                |                                                                                |
| Consejería Agricultura, Pesca, Alimentación y Agua / Consejería de Infraestructuras, Territorio y Medio Ambiente |                                                                                |                                                                                |                                                                                |                                                                                |
| 22 de junio de 2011                                                                                              | 7 de diciembre de 2012                                                         |                                                                                |                                                                                |                                                                                |
| 22 de junio de 2011                                                                                              | 7 de diciembre de 2012                                                         | Fca. Mercedes Hdz. Miñana (Agricultura, Pesca, Alimentación y Agua)            | PPCV                                                                           |                                                                                |
| 22 de junio de 2011                                                                                              | 7 de diciembre de 2012                                                         | Isabel Bonig Trigueros (Infraestructuras, Territorio y Medio Ambiente)         | PPCV                                                                           |                                                                                |
| 7 de diciembre de 2012                                                                                           | 26 de junio de 2015                                                            |                                                                                |                                                                                |                                                                                |
| 7 de diciembre de 2012                                                                                           | 26 de junio de 2015                                                            | José Císcar Bolufer (Agricultura, Pesca, Alimentación y Agua)                  | PPCV                                                                           |                                                                                |
| 7 de diciembre de 2012                                                                                           | 26 de junio de 2015                                                            | Isabel Bonig Trigueros (Infraestructuras, Territorio y Medio Ambiente)         | PPCV                                                                           |                                                                                |
| IX (2015-2019)                                                                                                   | Consejería de Agricultura, Medio Ambiente, Cambio Climático y Desarrollo Rural | Consejería de Agricultura, Medio Ambiente, Cambio Climático y Desarrollo Rural | Consejería de Agricultura, Medio Ambiente, Cambio Climático y Desarrollo Rural | Consejería de Agricultura, Medio Ambiente, Cambio Climático y Desarrollo Rural |
| IX (2015-2019)                                                                                                   | 29 de junio de 2015                                                            | 16 de junio de 2019                                                            |                                                                                |                                                                                |
| IX (2015-2019)                                                                                                   | 29 de junio de 2015                                                            | 16 de junio de 2019                                                            | Elena Cebrián Calvo                                                            | Indep.                                                                         |
| X (2019-2023) | 29 de junio de 2015                                                            | 16 de junio de 2019                                                            |                                                                                |                                                                                |
| Consejería de Agricultura, Desarrollo Rural, Emergencia Climática y Transición Ecológica                         |                                                                                |                                                                                |                                                                                |                                                                                |
| 17 de junio de 2019                                                                                              | 26 de octubre de 2022                                                          |                                                                                |                                                                                |                                                                                |
| 17 de junio de 2019                                                                                              | 26 de octubre de 2022                                                          | Mireia Mollà Herrera                                                           | Compromís                                                                      |                                                                                |
| 26 de octubre de 2022                                                                                            | 19 de julio de 2023                                                            |                                                                                |                                                                                |                                                                                |
| 26 de octubre de 2022                                                                                            | 19 de julio de 2023                                                            | Isaura Navarro Casillas                                                        | Compromís                                                                      |                                                                                |
| XI (2023-) | Consejería de Agricultura, Ganadería y Pesca                                   | Consejería de Agricultura, Ganadería y Pesca                                   | Consejería de Agricultura, Ganadería y Pesca                                   | Consejería de Agricultura, Ganadería y Pesca                                   |
| XI (2023-) | 19 de julio de 2023                                                            | 11 de julio de 2024                                                            | José Luis Aguirre Larrauri                                                     | Vox                                                                            |
| XI (2023-) | 12 de julio de 2024                                                            | En el cargo                                                                    | Miguel Barrachina                                                              | PP                                                                             |